# Граф Нортумбрії
Граф Нортумбрії (англ. Earl of Northumbria) — один з аристократичних титулів середньовічної Англії.

Нортумбрія була одним з англосаксонських королівств періоду гептархії, яке займало теритрію всієї північної англії від Хамбера до Форт-оф-Форта. Після падіння королівства в результаті завоювань данських вікінгів у 867 році, північно-східна частина Нортумбрії, що приблизно відповідала історичній Бернікії, залишилась під владою англосаксів, тоді як інша частина увійшла у склад Данелагу. англосаксонська Нортумбрія знаходилась під управлінням елдорменів Нортумбрії (Бернікії) з місцевої аристократії, а територія на південь від Тису 919 року була завойована норвежцями, і на її основі утворилось Йоркське королівство. Лотіан у кінці X століття увійшов до складу Шотландії.
Під час другої хвилі скандинавських навал, на початку XI століття, вся Нортумбрія (окрім Лотіану) відійшла під владу монархії Кнуда Великого. Кнуд розділив Англію на декілька великих провінцій, що управлялися його соратниками. Однією з таких провінцій стала Нортумбрія, яку очолив данський вікінг, ерл Ерік Хлатір. Влада скандинавських ерлів була повалена під час повстання 1065 року.
Після нормандського завоювання Англії 1066 року деякий час Нортумбрією продовжували управляти представники місцевих англосаксонських родин з титулом графа. Але невдоволення нормандцями вилилось тут декількома повстаннями, які були жорстоко придушені Вільгельмом Завойовником (Спустошення Півночі 1069—1070 років). Після цього графство Нортумбрія проіснувало недовго: 1075 року воно було передане під управління єпископа Даремського, а в 1095 остаточно ліквідоване. Територія графства Нортумбрія пізніше була розділена між графствами Нортумберленд, Йоркшир та Дарем, а західні області увійшли у склад графств Камберленд і Вестморленд.

## Анлосаксонські елдормени Нортумбрії
- Осульф І (954—963), елдормен Бернікії з 930 р.
- Вальтеоф (963—995)
- Ухтред (995—1016)

## Англо-данські ерли Нортумбрії
- Ерік Хлатір (1016—1031)
- Сівард (1031—1055)
- Тостіг (1055—1065)
- Моркар (1065—1066)
- Копсі (1067)
- Осульф ІІ (1067)
- Госпатрик (1067—1068)

## Англо-нормандські графи Нортумбрії
- Роберт де Комін (1068—1069)
- Госпатрик (1069—1072), друге правління
- Вальтеоф ІІ (1072—1075)
- Вільям Валшер (1075—1080), єпископ Даремський (з 1071)
- Обрі де Кусі (1080), можливо номінально до 1086
- Роберт де Мобрей (1086—1095)